# Ahn Seung-gyun
Ahn Seung-gyun (kor. 안승균; ur. 18 stycznia 1994) – południowokoreański aktor i model.

## Życiorys
Ahn Seung-gyun studiował na Uniwersytecie Kookmin (kor. 국민대학교) na kierunku "Teatr i Film". 17 lutego 2022 roku rozpoczął obowiązkową służbę wojskową.

## Kariera
Ahn Seung-gyun współpracuje z PF Company. Oprócz aktorstwem, Ahn Seung-gyun zajmuje się modelingiem.

## Filmografia

### Filmy
- 2016: Geod-gi-wang jako Jeong-don
- 2020: My Son jako Hee Jun-yang

### Seriale
- 2016: Sol-lo-mon-eui wi-jeung jako Choi Seung-hyeon
- 2017:
  - Hak-gyo 2017 jako Ahn Jung-il
  - An-dan-te jako Min Gi-hoon
- 2018:
  - Seo-reun-i-ji-man Yeol-il-gob-ib-ni-da jako Jin Hyeon
  - Na-eui A-jeo-ssi jako Song Gi-beom
- 2020: 365: Un-myeong-eul Geo-seu-reu-neun 1-nyeon jako Go Jae-yeong
- 2022: All of Us Are Dead jako Oh Joon-yeong
- 2024: Takryu

## Nagrody i nominacje
W 2021 roku Ahn Seung-hyun wygrał w 42. Durban International Film Festival w kategorii "Best Actor Award" za rolę w filmie My Son.